# والتر بيرس (رائد)
والتر بيرس (بالإنجليزية: Walter Pierce)‏ هو رائد أمريكي، ولد في 11 نوفمبر 1930 في كامبريدج في الولايات المتحدة.